# Letterio
Letterio  è un nome proprio di persona italiano maschile.

## Varianti
- Maschili: Leterio[1][2], Litterio[2], Lettero[1]
  - Alterati: Letterino[2]
- Femminili: Letteria[1][2][3], Leteria[1], Lettera[1][2]
  - Alterati: Letterina[2]

## Origine e diffusione

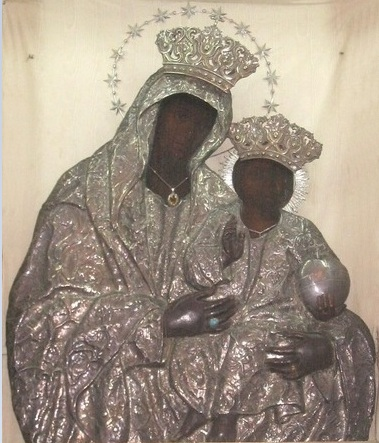
Il quadro di Maria Santissima della Sacra Lettera venerato a Palmi

Si tratta di un nome di matrice cristiana, che riflette il culto per la Madonna della Lettera, un appellativo con cui la vergine Maria è venerata a Messina (facente riferimento ad una missiva che la vergine avrebbe inviato ai fedeli messinesi); la sua diffusione, che è leggermente prevalente al femminile, è limitata sostanzialmente alla Sicilia orientale. Non va confuso con nomi antichi quali Lettiero e Lettieri, che derivano da forme arcaiche del nome Eleuterio tramite la pronuncia neogreca del nome, ovvero Λευτέρης ("Lefteris").

## Onomastico
L'onomastico si può festeggiare il 3 giugno, in occasione della festa della Madonna della Lettera, patrona di Messina e di diverse altre località, oppure il 12 settembre, per la ricorrenza del nome di Maria.

## Persone
- Letterio Catapano, calciatore italiano
- Letterio D'Arrigo Ramondini, arcivescovo cattolico italiano
- Letterio La Spada, politico e medico italiano
- Letterio Savoja, ingegnere italiano
- Letterio Subba, pittore italiano

### Variante Litterio
- Litterio De Gregorio Alliata, politico italiano
- Litterio Paladino, incisore e pittore italiano